# Adile Hanimsultan
Adile Hanimsultan (turco ottomano: عدیله خانم سلطان, lett. "giustizia" o "equità"; Istanbul, 12 novembre 1900 – Il Cairo, febbraio 1979) è stata una principessa ottomana, figlia di Naime Sultan e nipote del sultano Abdülhamid II.

## Origini
Adile Hanimsultan nacque il 12 novembre 1900 a Istanbul, nel Palazzo Ortaköy. Era figlia di Naime Sultan, terza figlia del sultano ottomano Abdülhamid II, e del suo primo marito, Mehmed Kemaleddin Paşah. Aveva un fratello maggiore, Sultanzade Mehmed Cahid Osman Bey.
I suoi genitori divorziarono nel 1904, quando si scoprì che suo padre aveva, da tre anni, una relazione adultera con Hatice Sultan, cugina di sua madre e figlia del sultano Murad V. Kemaleddin venne esiliato a Bursa e poté rientrare a Istanbul solo nel 1909, dove morì nel 1920. Dopo il divorzio, non gli fu concesso quasi nessun contatto coi figli. Naime si risposò nel 1907.

## Matrimoni e discendenza
Adile Hanimsultan si sposò due volte ed ebbe un figlio e tre figlie:
- Il 4 maggio 1922 a Palazzo Üsküdar sposò suo cugino Şehzade Mahmud Şevket, figlio di Şehzade Mehmed Seyfeddin e nipote del sultano Abdülaziz. I due vissero nel Palazzo di Kuruçeşme ed ebbero una figlia. Dopo l'esilio della dinastia ottomana la loro figlia, malata di tubercolosi ossea, venne cresciuta in Albania dalla nonna materna Naime, che non reputava i due in condizione di crescerla, mentre loro vissero prima in Francia e poi in Egitto, a Il Cairo. Dopo di allora, Adile ebbe pochi se non nessun contatto con la figlia. Adile e Şevket divorziarono il 28 marzo 1928. Ebbero una figlia:
  - Hamide Nermin Nezahet Sultan (27 gennaio 1923 - 7 novembre 1998). Non si sposò né ebbe figli.
- Nel 1930, a Il Cairo, sposò Orhan El-Bekri, ricco uomo d'affari turco egiziano. Ebbero un figlio e due figlie:
  - Ayten El-Bekri. Sposata col noto professore egiziano Zekeriya Nasr, visse a Parigi.
  - Koubilay El-Bekri. Sposato con Gönül Hanım.
  - Şermin El-Bekri. Non si sposò, né ebbe figli. Visse con la sorella a Parigi.

## Morte
Nel 1952, le venne comunicato che l'esilio per le principesse era stato revocato. Ciononostante, Adile, ormai vedova, scelse di non rientrare a Istanbul e di rimanere a Il Cairo con il figlio. Morì nel febbraio 1979.